# Josep Puig i Puig
Josep Puig i Puig (Sant Martí de Llémena, 22 de febrer de 1922 - Salt, 9 de juliol de 1997), més conegut com a Curta (sobrenom que li venia del seu avi), fou un futbolista català dels anys 1940 i 1950. Va ser internacional amb la selecció catalana i amb la selecció espanyola.

## Trajectòria
De petit es traslladà a Salt on es formà com a futbolista, jugant dues temporades. Després passà pel FC L'Escala i el 1940 fitxà pel Girona FC, que jugava a Segona Divisió, on jugà fins al 1942. Aquest any fitxà pel FC Barcelona, club amb el qual debutà el 27 de setembre de 1942. Jugava com a defensa central o com a lateral esquerre. Romangué al club durant nou temporades, disputant un total de 270 partits. A la lliga jugà 178 partits i marcà un gol. En el seu palmarès destaquen tres lligues i una Copa Llatina.
L'any 1951 abandonà el club i fitxà pel CE Sabadell on jugà una temporada més. El dia 6 de setembre de 1955 se li va retre un partit d'homenatge al camp de les Corts en el qual el Barcelona vencé l'Austria Viena per 2 gols a 1.
Jugà tres partits amb la selecció espanyola enfront Portugal, Irlanda i Suïssa entre 1947 i 1948, a més d'un partit amb la selecció espanyola B i cinc partits més amb la de Catalunya.

## Palmarès
FC Barcelona
- Lliga espanyola: 3
  - 1944-45, 1947-48, 1948-49
- Copa espanyola: 1
  - 1950-51
- Copa Llatina: 1
  - 1948-49
- Copa d'Or Argentina: 1
  - 1944-45
- Copa Eva Duarte de Perón: 1
  - 1947-48